# Mauser C96

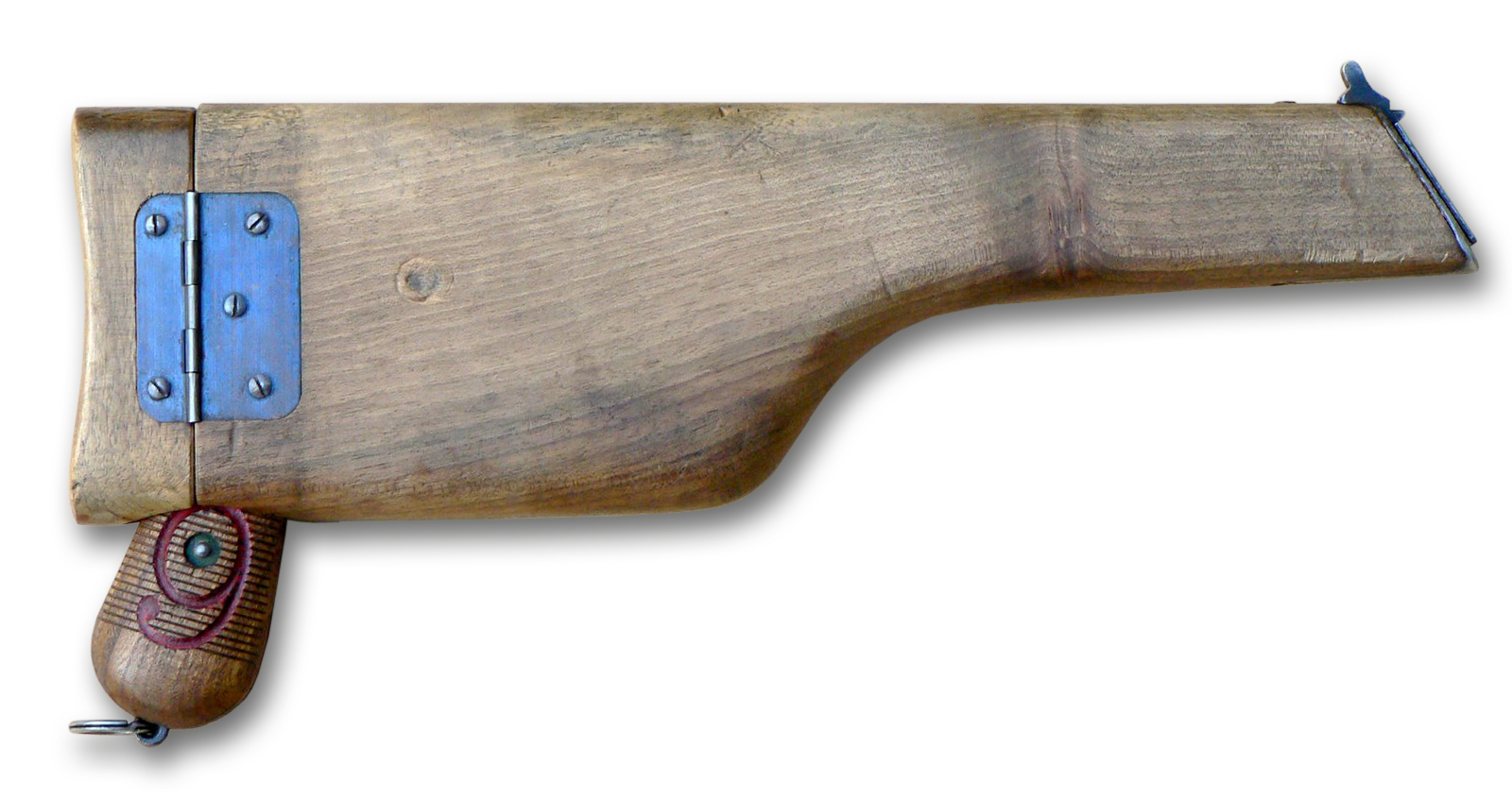
Mauser C96 im „Kasten“ (Holster)

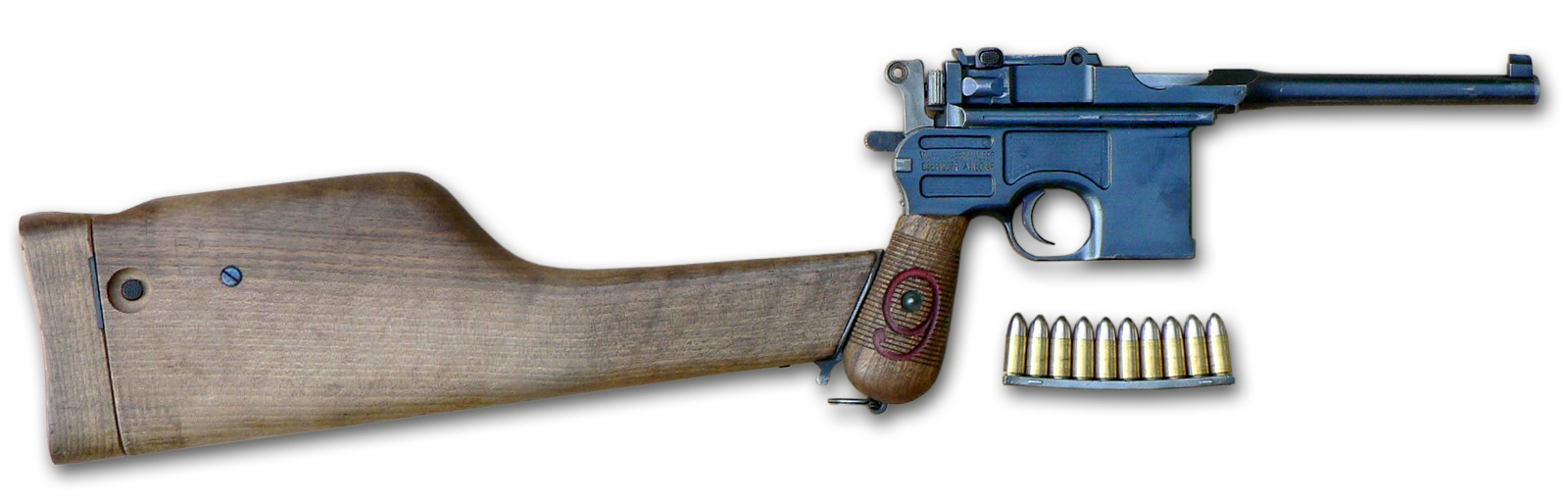
M1916 mit montiertem Anschlagschaft

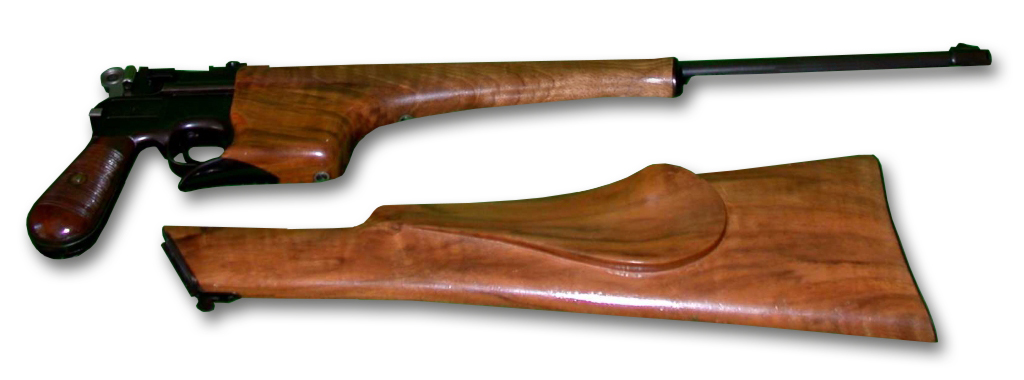
Mauser C96 Karabiner

Die Mauser C96 ist eine der frühesten Selbstladepistolen, die ab 1896 von Mauser produziert wurde.

## Geschichte
Nach der Borchardt-C93-Pistole mit Kniegelenkverschluss, der Erstkonstruktion einer modernen Selbstladepistole von 1893, arbeiteten die Brüder Fidel, Friedrich und Josef Feederle an der Entwicklung eines eigenen automatischen Modells für die Firma Mauser. Dies geschah anfangs ohne Wissen und Einverständnis ihres Vorgesetzten. Das Patent-Nr. 90430 zu dieser Waffe wurde am 11. Dezember 1895 veröffentlicht. Die Waffe wurde ab 1896 produziert. Obwohl sie nie Ordonnanzwaffe bei deutschen Streitkräften war, wurde die „Construction 96“ von Mauser in einer Vielzahl von Varianten und Kalibern gefertigt und weltweit exportiert. Die C96 wurde von verschiedenen anderen Waffenherstellern lizenziert und unlizenziert hergestellt und dabei zum Teil weiterentwickelt bzw. verbessert.

## Technik

### Aufbau der Waffe
Die Waffe ist aus zwei Teilen aufgebaut, dem Griffstück mit Abzugssystem und Magazin sowie dem darauf gleitend angebrachten Verschlussgehäuse mit Lauf.
Die C96 ist ein Rückstoßlader mit gerade zurücklaufendem Lauf, Schwenkriegelverschluss und außenliegendem Hahn. Der Magazinkasten ist vor dem Abzugsbügel angeordnet und wird von oben mit Ladestreifen geladen.

### Funktion
Nach dem Abschuss läuft das System (Lauf, Verschlussgehäuse, Verschluss) zurück, nach etwa 6 mm Rücklauf des Laufes wird der Verschluss entriegelt und läuft weiter zurück, die abgeschossene Hülse wird ausgeworfen und der Hahn gespannt. Im Vorlauf wird die nächste Patrone nachgeladen, der Verschluss verriegelt und die Waffe ist wieder schussbereit.

### Varianten
Mit dem Modell 1930 führte Mauser Wechselmagazine mit unterschiedlicher Kapazität ein. Die M712-Pistole war in der Lage, optional auch Dauerfeuer zu schießen. Das Futteral der Waffe konnte bei allen Modellen als Anschlagschaft verwendet werden.
Die C96 wurde mit unterschiedlichen Lauflängen, verschiedenen Magazinkapazitäten und in verschiedenen Kalibern produziert. Die beiden ursprünglichen Varianten im Kaliber 7,63 × 25 mm hatten Läufe von 8 oder 13 cm Länge und einen sechs- oder zehnschüssigen Magazinkasten.

## Einsatz
Zu Beginn des 20. Jahrhunderts gab die Leitung des deutschen kaiserlichen Heeres den Auftrag für eine Standardpistole heraus. Den Zuschlag erhielt die als Pistole 08 bekanntgewordene Entwicklung von Georg Luger. Das Modell C96 unterlag, wurde aber ein großer kommerzieller Erfolg für die Waffenfabrik Mauser. Mauser erreichte beim Export der Waffen bedeutende Absatzzahlen: die Pistole wurde in großen Stückzahlen an Länder wie die Türkei, Mexiko und China geliefert und dort auch offiziell in die Ausrüstung der Armeen aufgenommen. Der berühmteste Besitzer einer C96 war Winston Churchill, der mit dieser Waffe unter anderem am Sudanfeldzug und am Burenkrieg teilnahm. In den 1920er Jahren wurden etliche C96 nach China verkauft und dort in Lizenz vom Shan-Si-Arsenal hergestellt. Sie hatten das Kaliber .45 ACP. Diese Modelle sind munitionsbedingt breiter und dadurch sofort erkennbar.
Viele nach China gelieferten und auch der dort produzierten Pistolen fielen ab Ende der 1920er Jahre in die Hände der in der Mandschurei stationierten, japanischen Truppen. Insbesondere bei Offizieren waren diese im Vergleich zu den zeitgenössischen, japanischen Modellen zuverlässigeren und wirksameren Waffen sehr beliebt. Die im dortigen Staat Mandschukuo stationierte, japanische Kwantung-Armee übernahm die C96 im Kaliber 7,63 × 25 mm Anfang der 1930er Jahre zunächst inoffiziell, später sogar offiziell in die Liste ihrer Ausrüstung auf. 1940 erfolgte die armeeweite, offizielle Einführung als Typ Mo große Pistole. Zudem wurden in Mandschukuo eigene Munitions- und Ersatzteilfertigungen eingerichtet.  
Während des Ersten Weltkrieges wurden C96 an die deutschen Truppen ausgeliefert, die auf die Standardpatrone 9 mm Parabellum umgerüstet waren. Um Verwechslungen mit der C96 im Kaliber 7,63 mm zu vermeiden, waren sie mit einer großen roten „9“ auf den Griffstücken markiert. Große Verbreitung fand die Mauser auch in Russland, wo sie insbesondere von den Truppen der Bolschewiki eingesetzt wurde.
Noch im Zweiten Weltkrieg wurden in der Wehrmacht verschiedene Modelle der Pistole eingesetzt. Insbesondere wurden sie von Militärkraftfahrern und Bandenkampf-Verbänden hinter der Front geführt. In der Waffen-SS wurde häufig die Version der Schnellfeuer-Selbstladepistole C 96/M-30 verwendet.

## Varianten
| Jahr | Modell | Lauflänge (mm) |
| ---- | --- | -------------- |
| 1912 | Modell Neue Sicherung (NS) | –000140        |
| 1916 | Militärmodell Kaliber 9 mm (Rote Neun) | –000140        |
| 1920 | Nachkriegsmodell, aufgrund der alliierten Auflagen mit gekürztem Lauf. Bolo-Mauser: häufig in die Sowjetunion an die Bolschewiki geliefert | 0–00099        |
| 1930 | M-30 | 132–140        |
| 1931 | M711 mit Wechselmagazinen | 132–140        |
| 1932 | M712 Schnellfeuer mit Wechselmagazinen | 132–140        |

## Rezeption
Die Vorliebe der Rotgardisten für diese Pistole fand Ausdruck in der Kunst jener Zeit. So erwies Wladimir Wladimirowitsch Majakowski der Waffe in seinem Gedicht Linker Marsch (Левый марш ) Reverenz:
Entrollt euren Marsch, Burschen von Bord!

Schluß mit dem Zank und Gezauder.

Still da, ihr Redner!

Du hast das Wort,

rede, Genosse Mauser!
Die Pistole wird von einigen Museen in besonderer Form rezipiert. So findet sich beispielsweise ein Exponat im Museum der Smithsonian Institution und ein weiteres in der Polizeihistorischen Sammlung Dresden. Die Beschreibungen befassen sich mit der Entwicklung und Konstruktion dieser Pistole.